# Punta Rocas

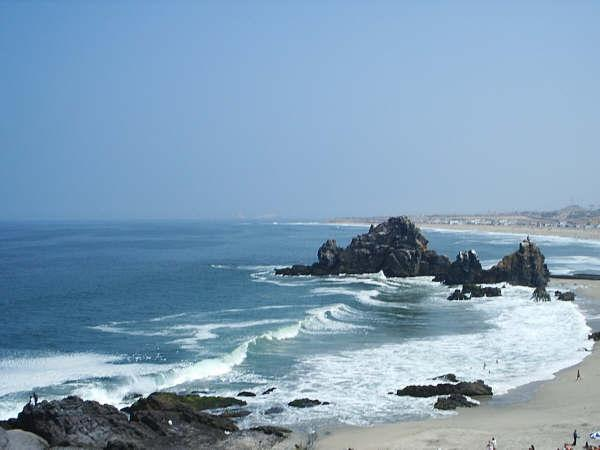

Punta Rocas es una playa ubicado en el distrito de Punta Negra, Lima, Perú. Es uno de los principales escenario de competiciones de surf en el sur de Lima. En 1965 albergó el campeonato mundial de surf siendo campeón el peruano Felipe Pomar. En el 2014 albergó el ISA World Surfing Games. También es utilizado para práctica de deportes como bodyboard, paleta y fútbol y vóley playa.
Fue utilizado para el surf en los Juegos Panamericanos de Lima 2019. Alberga el Complejo Deportivo del Surf Playa Punta Rocas – Punta Negra para la práctica de tabla con un capacidad para 2 mil personas.

## Ubicación
Está ubicado en el distrito de Punta Negra, en Lima, Perú. Se encuentra en el km 43 de la carretera Panamericana Sur. Entre peñasco de piedras y las orillas del mar.

## Temperatura
La temperatura promedio es de 16 °C. En verano alcanza los 28 °C. y en invierno no baja de los 12 °C.